# Оук-Гілл (Західна Вірджинія)
Оук-Гілл (англ. Oak Hill) — місто (англ. city) в США, в окрузі Фаєтт штату Західна Вірджинія. Населення — 8179 осіб (2020).

## Географія
Оук-Гілл розташований за координатами 37°59′4″ пн. ш. 81°9′5″ зх. д. / 37.98444° пн. ш. 81.15139° зх. д. (37.984553, -81.151431).  За даними Бюро перепису населення США в 2010 році місто мало площу 12,67 км², з яких 12,65 км² — суходіл та 0,02 км² — водойми. В 2017 році площа становила 24,94 км², з яких 24,90 км² — суходіл та 0,04 км² — водойми.

### Клімат
| Клімат : Оук-Гілл       | Клімат : Оук-Гілл | Клімат : Оук-Гілл | Клімат : Оук-Гілл | Клімат : Оук-Гілл | Клімат : Оук-Гілл | Клімат : Оук-Гілл | Клімат : Оук-Гілл | Клімат : Оук-Гілл | Клімат : Оук-Гілл | Клімат : Оук-Гілл | Клімат : Оук-Гілл | Клімат : Оук-Гілл | Клімат : Оук-Гілл |
| Показник                | Січ.              | Лют.              | Бер.              | Квіт.             | Трав.             | Черв.             | Лип.              | Серп.             | Вер.              | Жовт.             | Лист.             | Груд.             | Рік               |
| Абсолютний максимум, °C | 23,3              | 24,4              | 30,0              | 31,7              | 31,7              | 35,0              | 37,2              | 36,7              | 36,7              | 36,1              | 29,4              | 26,1              | 37,2              |
| Середній максимум, °C   | 4,4               | 6,7               | 11,7              | 17,2              | 22,2              | 26,1              | 27,8              | 27,2              | 23,9              | 18,3              | 12,2              | 6,7               | 17,2              |
| Середній мінімум, °C    | −6,7              | −4,4              | −0,6              | 3,9               | 8,9               | 13,3              | 15,6              | 15,0              | 11,7              | 5,0               | 0,0               | −5                | 5,0               |
| Абсолютний мінімум, °C  | −28,9             | −23,9             | −18,9             | −10,6             | −4,4              | 1,1               | 4,4               | 3,9               | −2,2              | −10,6             | −17,8             | −26,1             | −28,9             |
| Норма опадів, мм        | 92                | 81                | 101               | 100               | 115               | 108               | 134               | 103               | 89                | 77                | 83                | 88                | 1171              |
| ----------------------- | ----------------- | ----------------- | ----------------- | ----------------- | ----------------- | ----------------- | ----------------- | ----------------- | ----------------- | ----------------- | ----------------- | ----------------- | ----------------- |
| Джерело:                |                   |                   |                   |                   |                   |                   |                   |                   |                   |                   |                   |                   |                   |

## Демографія
Згідно з переписом 2010 року, у місті мешкало 7730 осіб у 3398 домогосподарствах у складі 2085 родин. Густота населення становила 610 осіб/км².  Було 3703 помешкання (292/км²).
Расовий склад населення:
| - 93,3 % — білих - 4,3 % — чорних або афроамериканців - 0,3 % — корінних американців - 0,2 % — азіатів |

До двох чи більше рас належало 1,6 %. Частка іспаномовних становила 1,2 % від усіх жителів.
За віковим діапазоном населення розподілялося таким чином: 21,2 % — особи молодші 18 років, 59,8 % — особи у віці 18—64 років, 19,0 % — особи у віці 65 років та старші. Медіана віку мешканця становила 43,3 року. На 100 осіб жіночої статі у місті припадало 87,9 чоловіків;  на 100 жінок у віці від 18 років та старших — 81,0 чоловіків також старших 18 років.
Середній дохід на одне домашнє господарство  становив 48 754 долари США (медіана — 39 316), а середній дохід на одну сім'ю — 57 507 доларів (медіана — 51 170). Медіана доходів становила 44 174 долари для чоловіків та 29 310 доларів для жінок. За межею бідності перебувало 17,6 % осіб, у тому числі 19,6 % дітей у віці до 18 років та 8,9 % осіб у віці 65 років та старших.
Цивільне працевлаштоване населення становило 3065 осіб. Основні галузі зайнятості: освіта, охорона здоров'я та соціальна допомога — 25,7 %, роздрібна торгівля — 14,1 %, мистецтво, розваги та відпочинок — 10,7 %, публічна адміністрація — 7,9 %.